# Phyllophilopsis similis
Phyllophilopsis similis är en tvåvingeart som först beskrevs av Townsend 1934.  Phyllophilopsis similis ingår i släktet Phyllophilopsis och familjen parasitflugor. Inga underarter finns listade i Catalogue of Life.